# David G. Burnet
David Gouverneur Burnet (* 14. April 1788 in Newark, New Jersey; † 5. Dezember 1870 in Galveston, Texas) war ein amerikanischer Politiker, der 1836 und 1841 Präsident der Republik Texas war sowie von 1839 bis 1841 das Amt des Vizepräsidenten der Republik Texas ausübte.

## Leben
Burnet kam 1788 in Newark auf die Welt. 1805 wurde er Schreiber für ein New Yorker Kontor, der jedoch in Konkurs ging. 1806 kämpfte er als Freiwilliger auf der Seite von Francisco de Miranda, der sich für die Unabhängigkeit der spanischen Kolonien in Amerika einsetzte. 1812 kehrte Burnet in die USA zurück. Anschließend zog er nach Cincinnati, um Jura zu studieren. Sein Bruder Jacob war Senator, sein Bruder Isaac wurde Bürgermeister von Cincinnati.
1817 zog Burnet nach Louisiana und eröffnete dort ein kaufmännisches Geschäft. Als er dann jedoch anfing, am Bluthusten zu leiden, welches durch eine Tuberkulose ausgelöst wurde, ging er auf Anraten eines Arztes nach Texas, das damals zu Mexiko gehörte. Als sich sein Husten langsam besserte, kehrte Burnet nach Cincinnati zurück. Er war für mehrere Jahre als Anwalt tätig, kehrte jedoch nach Texas zurück und ließ sich dort in San Felipe nieder.
Am 8. Dezember heiratete Burnet Hannah Estey. Mit ihr hatte er einen Sohn. Er errichtete eine Schneidemühle entlang des San Jacinto River.
Am 17. März 1836 wurde Burnet zum ersten Präsidenten der Republik Texas gewählt, die sich Wochen zuvor von Mexiko abgespalten hatte. Vizepräsident wurde Lorenzo de Zavala. Am 22. Oktober 1836 trat Burnet zurück und Sam Houston wurde erster Präsident der Republik Texas. Von 1838 bis 1841 war er Vizepräsident der Republik Texas. 1841 übte Burnet das Amt des Präsidenten der Republik Texas für kurze Zeit aus, schied jedoch nach seiner Niederlage im Wahlkampf aus dem Amt und kehrte auf seine Farm zurück.
Nach der Annexion von Texas durch die USA wurde Burnet dessen erster Außenminister. Dieses Amt übte er bis 1848 aus. Seine Frau Hannah starb am 30. Oktober 1858. Burnet stellte sich gegen die Abspaltung der Südstaaten und war bestürzt, als sein Sohn der Confederate State Army beitrat. Doch dann begann er, seinen Sohn zu unterstützen, der am 31. März 1865 bei Spanish Fort in Alabama getötet wurde.
Am 5. Dezember 1870 starb Burnet in Galveston, Texas. Das Burnet County in Texas wurde nach ihm benannt. Auch wurde in Clarksville eine Statue von ihm errichtet. Zudem trägt eine Schule in Dallas Burnets Namen.